# Scheloribates laminatus
Scheloribates laminatus är en kvalsterart som först beskrevs av Ewing 1909.  Scheloribates laminatus ingår i släktet Scheloribates och familjen Scheloribatidae. Inga underarter finns listade i Catalogue of Life.